# Districte de Garait
El Districte de Garait és un dels dos districtes del departament de la Cruesa, a la regió de la Nova Aquitània. Té 15 cantons i 142 municipis; el cap cantonal és la prefectura de Garait.

## Cantons
cantó d'Aiun - cantó de Benavent - cantó de Bònac - cantó de Borgon Nuòu - cantó de Boçac - cantó de Chasteluç Malvalés - cantó de Dun - cantó de Garait Nòrd - cantó de Garait Sud-Est - cantó de Garait Sud-Oest - cantó de Jarnajas - cantó de Le Borg - cantó de Pont a Riom - cantó de Sent Vauric - cantó de La Sotrane